# Wolno działająca substancja w anafilaksji
Wolno działająca substancja w anafilaksji, SRS-A (od ang. slow-reacting substance of anaphylaxis) – leukotrien cysteinylowy z grupy LTC4, LTD4 i LTE4, wydzielany przez komórki tuczne w czasie reakcji anafilaktycznej. Jest mediatorem reakcji nadwrażliwości typu I.
Substancja ta została opisana w 1938 i 1940 przez Feldberga i Kellawaya, na podstawie obserwacji skurczu mięśni gładkich w tkance płucnej świni po ekspozycji na jad węża, jako slow-reacting smooth-muscle stimulating substance, co skrócono do SRS. Później, po odkryciu, że wydzielanie SRS zachodzi na drodze immunologicznej, zmieniono nazwę na SRS-A.
Wolno działająca substancja anafilaktyczna wywołuje przedłużony, powolny skurcz mięśni gładkich i odgrywa główną rolę w skurczu oskrzeli w astmie. Skurcz oskrzeli nie jest odwracalny przez leki przeciwhistaminowe.